# Штемп
«Штемп» — радянський художній фільм-бойовик 1991 року, знятий на студії «Фора-фільм».

## Сюжет
Співробітник міліції майор Аркадій Єршов, прагнучи викрити резидента мафії, втирається в кримінальне середовище і дізнається, хто ховається під личиною одного з його начальників. Відчувши недобре, герой вирішує бігти… На злодійському жаргоні «Штемп» — великий міліцейський начальник, що працює на мафію.

## У ролях
- Анатолій Хостікоєв —  Аркадій Єршов  (озвучує Олексій Іващенко)
- Олена Кольчугіна —  перекладачка Люда
- Юлія Соколовська —  Брігер
- Юрій Шерстньов —  полковник, який зачитує атестацію
- Леонід Кулагін —  Вадим Андрійович, генерал міліції
- Гурам Пірцхалава —  «Садівник»
- Валерій Смецькой —  Гурам Цхаткеллі
- Валерій Гатаєв —  підполковник
- Ігор Шаповалов —  Черкес
- Борис Бистров —  полковник
- Олександр Гоглідзе —  Шота
- Олександр Берда —  Гриша
- Микита Прозоровський —  Гвоздьов
- Юрій Осипов —  Кулаков
- Юрій Синякін —  Петровський
- Михайло Звездинський —  камео
- Аїда Невська —  епізод (блондинка, пособниця бандитів)

## Знімальна група
- Автори сценарію: Геннадій Іванов, Олександр Сташков
- Режисер:  Геннадій Іванов
- Оператор:  Юрій Любшин
- Художник: Ірина Калашникова
- Композитор:  Едуард Артем'єв